# 张文华 (1926年)
張文華（1926年—1997年），男，山東寧津人，中國人民解放軍將領、中國人民解放軍中將。 畢業於中央政法幹校。